# Catatemnus nicobarensis
Catatemnus nicobarensis es una especie de arácnido del orden Pseudoscorpionida de la familia Atemnidae.

## Distribución geográfica
Se encuentra en Nicobar y Sumatra.